# La Conchita Roja
La Conchita Roja är en ort i Mexiko.   Den ligger i kommunen Torreón och delstaten Coahuila, i den centrala delen av landet, 800 km nordväst om huvudstaden Mexico City. La Conchita Roja ligger 1 123 meter över havet och antalet invånare är 177.
Terrängen runt La Conchita Roja är mycket platt. Runt La Conchita Roja är det ganska tätbefolkat, med 214 invånare per kvadratkilometer. Närmaste större samhälle är Torreón, 10,8 km söder om La Conchita Roja. Omgivningarna runt La Conchita Roja är i huvudsak ett öppet busklandskap.